# Tsamba-Magotsi
Tsamba-Magotsi är ett departement i Gabon. Det ligger i provinsen Ngounié, i den centrala delen av landet, 220 km sydost om huvudstaden Libreville. Antalet invånare är 14 875.